# Gnathonargus unicorn
Pour les articles homonymes, voir Unicorn.
Genre
Espèce
Synonymes
- Tmeticus unicorn Banks, 1892

Gnathonargus unicorn, unique représentant du genre Gnathonargus, est une espèce d'araignées aranéomorphes de la famille des Linyphiidae.

## Distribution
Cette espèce est endémique de l'État de New York aux États-Unis,.

## Publications originales
- Banks, 1892 : The spider fauna of the Upper Cayuga Lake Basin. Proceedings of the Academy of Natural Sciences of Philadelphia, vol. 1892, p. 11-81 (texte intégral).
- Bishop & Crosby, 1935 : Studies in American spiders: miscellaneous genera of Erigoneae, part I. Journal of the New York Entomological Society, vol. 43, p. 217-241 & 255-280.